# Шарлевільський мушкет
Шарлевільський мушкет — французький піхотний мушкет калібру 17,5 мм, який використовувався у XVIII та XIX століттях. Вперше мушкет такого типу був виготовлений в 1717 році та випускався до 1840-х років.
Названий на честь підприємства, розташованого у місті Шарлевіль-Мезьєр в Арденнах.

## Історія
Першу кременеву зброю для французької армії було розроблено за часів Людовика XIII у 1610 році. Протягом XVII століття кременеві мушкети були представлені в різноманітних моделях, але лише в 1717 році цей вид зброї був стандартизований для французької армії і Шарлевільський мушкет був виданий всім французьким піхотинцям. Конструкція мушкета кілька разів удосконалювалась протягом перебування на озброєнні армії.

## Конструкція
Шарлевільський мушкет мав гладкий ствол. Гвинтівки були точнішими, ніж гладкоствольні мушкети, але військові командири надавали перевагу мушкетам під час бою, оскільки патрон від гвинтівки мав щільно прилягати до ствола і його було важко заряджати після декількох пострілів, оскільки чорний порох швидко забруднював ствол. На той час, більша дальність та краща точність гвинтівки також вважались не дуже потрібними характеристиками на полі бою, яке після перших вистрілів вже було затьмарено пороховим димом і вести дальні постріли було не можливо.
Як і більшість гладкоствольних мушкетів, шарлевільський мушкет мав точність приблизно 100 метрів для враження колони людей, та 35-45 метрів для враження конкретної цілі. Мушкет мав ствол калібру 17,5 мм, довжина його складала 114,3 см. Ложе шарлевільського мушкета зазвичай виготовлялось з волоського горіху. Ствол закріплявся до ложа трьома залізними кільцями, що робило мушкет надійнішим. Ложе було продовгуватим, тому могло використовуватись, як палиця в рукопашному бою.
Скорострільність залежала від майстерності солдата, але зазвичай становила в середньому три постріли за хвилину. Шарлевільські мушкети мали дульний заряд та ударний механізм з кременевим замком. Зазвичай з них стріляли круглою великою свинцевою кулькою, або дріб'ю.

## Моделі

### Модель 1717 року
Після численних розробок конструкцій мушкетів у XVII та на початку XVIII століть піхотний мушкет французької армії був стандартизований до моделі 1717 року. Саме ця модель закріпила основні характеристики конструкції мушкету, які були спільними для всіх наступних модифікацій мушкету: калібр 17,5 мм, загальну довжину зброї 152,4 см та його приблизну вагу 4,1-4,5 кг. Модель 1717 року також стандартизувала гладкий канал ствола без нарізів та кремінний ударний механізм. На відміну від пізніших моделей, в цій ствол закріплявся штифтом та мав одне кільце в центрі ствола та чотири менші кільця для закріплення, які також тримали дерев'яний шомпол.
Модель 1717 року мала ствол розміром 116,8 см та загальну довжину 157,5 см і важила близько 4,1 кг. Всього було виготовлено 48 000 мушкетів цієї моделі.

### Модель 1728 року
В цій моделі було видозмінене штифтове кріплення, кількість кілець, які тримали ствол зменшилась до трьох, що стало стандартом для наступних моделей. Тепер ствол було можна було легше розібрати для чищення, а сама конструкція стала міцнішою, що було важливим фактором для ведення багнетного бою.
Кременевий замок також був перероблений та отримав довшу сталеву пружину з видозміненою конструкцією спускового гачка. Ця модель також зазнала змін в 1741 році, дерев'яний шомпол було замінено на сталевий. З 1746 року у виробництві мушкетів вже не використовувався кременеве кресало. Ці зміни не вважаються значними і є лише незначними варіаціями моделі 1728 року, тому не отримали окрему класифікацію моделі.
Всього було виготовлено 375 000 мушкетів цієї моделі.

### Модель 1763 року
Після Семирічної війни шарлевільський мушкет було перероблено, в результаті чого з'явилась модель 1763 року.
Ствол було укорочено з 116,8 см до 111,7 см, а восьмикутна затворна рама була замінена на більш округлу конструкцію. Ложе стало більш прямим, а кінець шомпола став у формі труби.
Довжина мушкета зменшилась, але конструкція була укріплена, тому ця модель була важчою ніж попередні та важила близько 4,5 кг.
Всього було виготовлено 88 00 мушкетів цієї моделі.

### Модель 1766 року

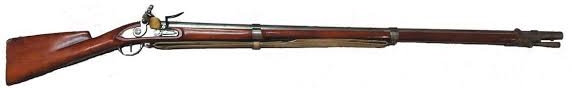
Модель 1766 року

Попередня модель виявилась занадто важкою, тому вже з 1766 року мушкети почали виготовлювати легшими. Стінка ствола була потоншена, ударний замок укорочений та ложе зменшене. Від шомпола у формі труби відмовились, та почали використовувати шомпол з полегшеним кінцем.
Цю модель також називають полегшеною моделлю 1763 року, але ці зміни дозволили зробити мушкет більш надійнішим та міцнішим. Всього було виготовлено 140 000 мушкетів цієї моделі.

### Моделі 1770—1776 років
Протягом 1770—1776 року до шарлевільських мушкетів було внесено декілька змін. Модифікації цих років були незначними, тому і їх віднесено в одну класифікацію. В 1770 році мушкет отримав покращену затворну пластину, міцніші кільця на стволі та модифіковану ударну пружину. В 1771 році була зміщена ріжуча частина багнета. В 1773 році мушкет отримав змінену пружину, яка утримувала шомпол. Модель 1774 року мала коротшу спускову скобу, а спусковий гачок став квадратний. В цій моделі змін зазнав також шомпол, він отримав грушоподібний кінець. Всього було виготовлено 70 000 мушкетів цих моделей.

### Модель 1777 року

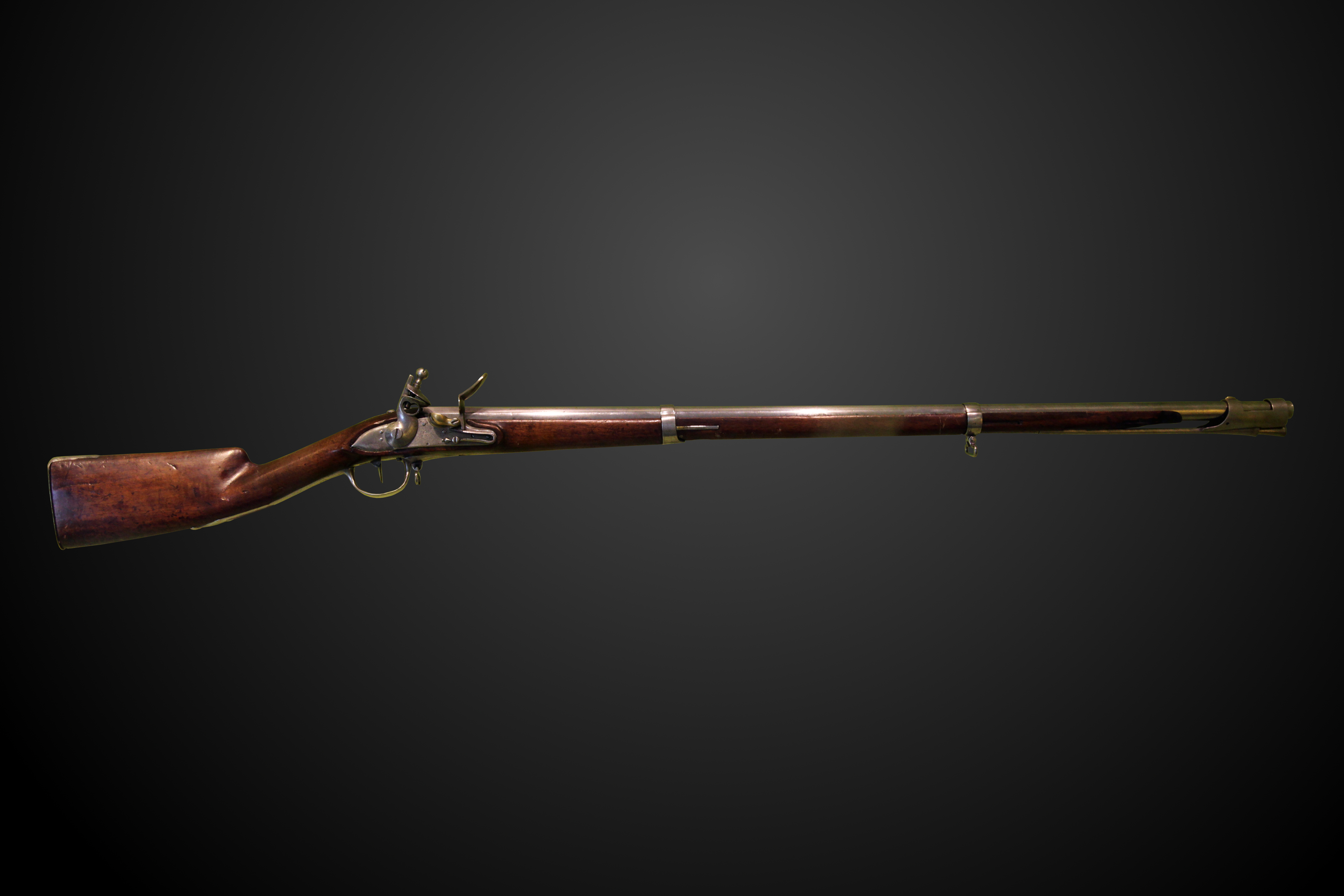
Модель 1777 року

В цій моделі конструкція ложа була модифіковано, доданий упор для щоки, вирізаний у внутрішню сторону прикладу. Модель 1777 року також мала латунну полицю та кресало, а також видозмінену спускову скобу. Порівнюючи з попередніми моделями, ця була найважча — 4,75 кг, довжина ствола становила 113, 7 см, а загальна довжина була 152 см. Цю модель можна назвати кінцевою в історії існування мушкету Шарлевіля, адже до 1840 року змін та модифікацій майже не відбувалось, а кількість виготовлених мушкетів становила близько 7 000 000 одиниць.

## Географія поширення
Велика кількість шарлевільських мушкетів моделей 1763 та 1766 років була імпортована до Сполучених Штатів з Франції під час американської війни за незалежність, значною мірою завдяки впливу маркіза де Лафайєта. Шарлевільський мушкет моделі 1766 року сильно вплинув на дизайн Спрінгфілдського мушкета 1795 року. Модель 1766 та 1777 років також використовувалися французами під час їхньої участі у Війні за незалежність США. Модель 1777 року використовувалася протягом французьких революційних і наполеонівських воєн. Ця модель залишалась на озброєнні, принаймні частково, до середини 1840-х років.